# Ланкастер (протока)

Протока Ланкастер

Ла́нкастер (англ. Lancaster) — протока в Північному Льодовитому океані. Сполучає море Баффіна з внутрішніми акваторіями Канадського Арктичного архіпелагу. Є крайньою західною ділянкою великої протоки Перрі.
Протока розмежовує острів Девон на півночі та острови Баффінова Земля і Байлот на півдні.
На заході переходить у протоку Барроу, що проходить між островами Девона та Батерст на півночі і Сомерсет та острів Принца Валійського на півдні. На південному заході продовжується в протоку Прінс-Реджент.
Ширина протоки сягає 50 км.
Порт — Дандас-Гарбор на острові Девон.